# Такахата (посёлок)
Такахата (яп. 高畠町 Такахата-мати) — посёлок в Японии, находящийся в уезде Хигасиокитама префектуры Ямагата. Площадь посёлка составляет 180,04 км², население — 24 010 человек (1 августа 2014), плотность населения — 133,36 чел./км².

## Географическое положение
Посёлок расположен на острове Хонсю в префектуре Ямагата региона Тохоку. С ним граничат города Йонедзава, Нанъё, Каминояма, Фукусима и посёлки Каваниси, Ситикасюку.

## Население
Население посёлка составляет 24 010 человек (1 августа 2014), а плотность — 133,36 чел./км². Изменение численности населения с 1980 по 2005 годы:
| 1980 | 27 440 чел. |  |
| 1985 | 27 576 чел. |  |
| 1990 | 27 510 чел. |  |
| 1995 | 26 964 чел. |  |
| 2000 | 26 807 чел. |  |
| 2005 | 26 026 чел. |  |

## Символика
Деревом посёлка считается сосна густоцветная, цветком — рододендрон.